# Koporié
Koporié (en russe : Копорье, finnois : Kaprio, suédois : Koporje) est un village historique (selo) situé dans l'oblast de Léningrad (Russie), à environ 100 km à l'ouest de Saint-Pétersbourg et à 12 km au sud de la baie de Koporie en mer Baltique.
Le village est connu pour sa forteresse médiévale, dont les ruines sont parmi les plus impressionnantes de Russie.

## Liens externes

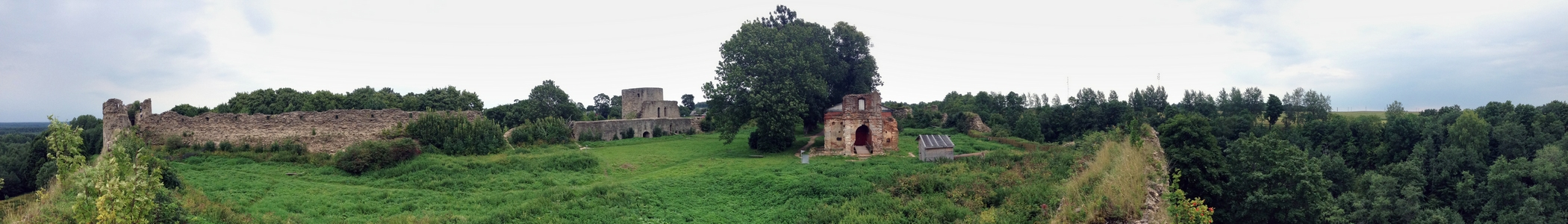
La forteresse de Koporie

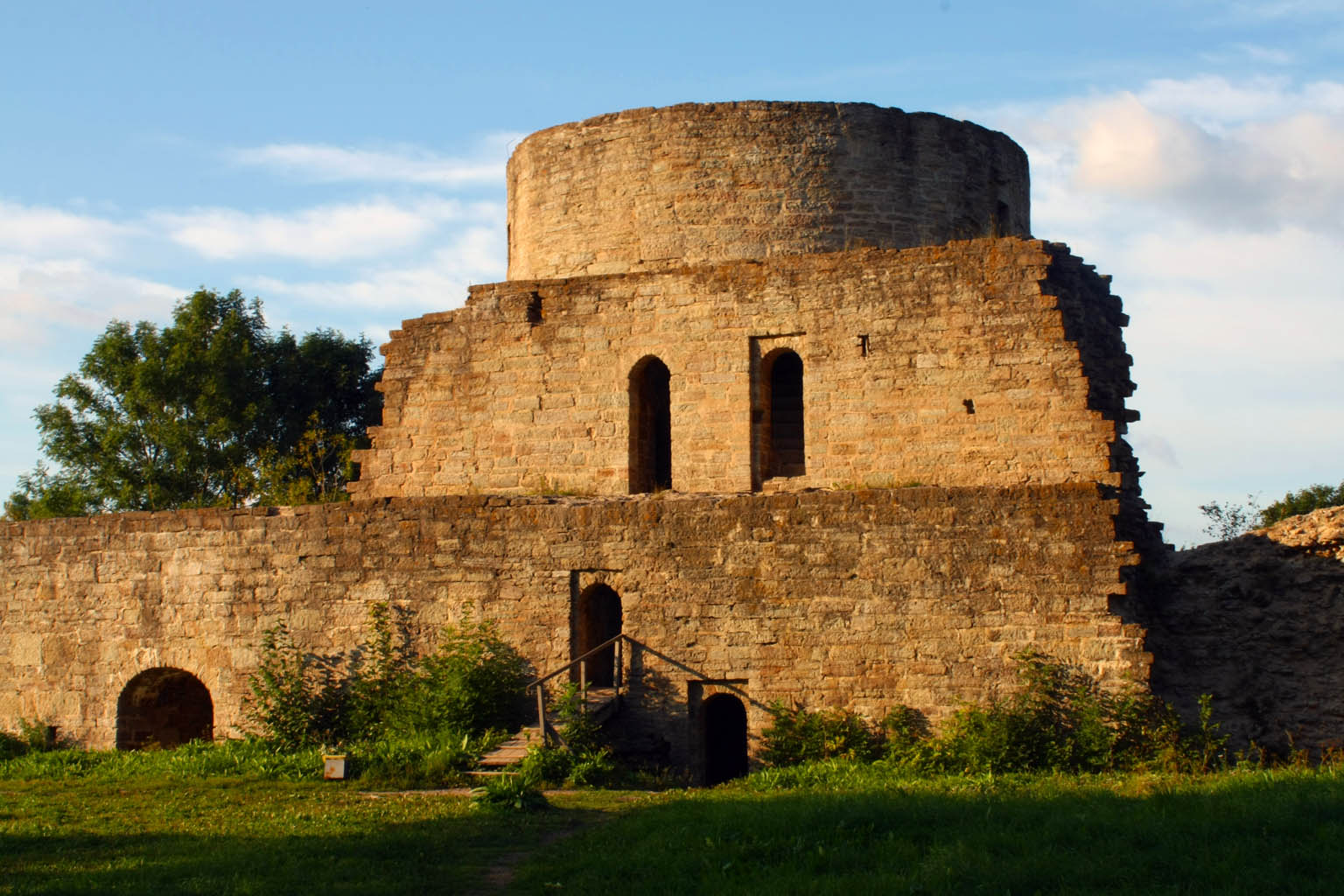
Le donjon (2009)